# 太田断層
太田断層は、群馬県南部に位置する、八王子丘陵の、東側の縁に沿って存在する、長さ20キロメートルほどの活断層である。

## 地質的知見
レンチ調査や、遺跡調査、古文書や活断層の調査報告書などによると、太田断層は、西側が隆起する逆断層で、隆起量は、2.6 - 3.4m程、活動周期は確証を欠くが、数万年程度と見られている。最大マグニチュードは、6.9 - 7.1程度と考えられている。

## 最新活動時期
遺跡調査や、古文書、群馬県東部の遺跡の調査報告書によると、6 - 11世紀頃に、関東北部で激しい揺れがあり、それに伴う被害や、地割れ、地形の変形などが発生したと見られている。また、詳しい地質調査から、最近では、西暦540 - 980年の間に、活動した可能性が高い事が判明しており、西暦818年の、関東地方で発生した弘仁地震との関連性が指摘されている。